# خانواده پریتزکر
خانواده پریتزکر (انگلیسی: Pritzker family) یکی از ثروتمندترین خانواده‌های آمریکایی است که اعضای آن در زمینه‌های کارآفرینی و انسان‌دوستی فعالیت دارند. ثروت این خانواده در قرن بیستم و به‌ویژه از طریق تأسیس و گسترش شرکت هتل‌های هایت به دست آمد.
خانوادهٔ پریتزکر اصالتی یهودی دارند و در شیکاگوی ایلینوی مستقرند.